# Anton Kreuzer (Jurist)
Anton Maximilian Kreuzer (* 24. Juli 1929 in Mittenwald; † 14. Juni 2010 in Weilheim in Oberbayern) war ein deutscher Jurist. Von 1984 bis zu seinem Eintritt in den Ruhestand im Jahr 1994 war er Präsident des Oberlandesgerichts Bamberg.

## Leben
Kreuzer wuchs als Sohn des Volksschulrektors und späteren Ehrenbürgers von Mittenwald Anton Kreuzer in Mittenwald auf. Nach dem Abitur studierte er in München Rechtswissenschaft und trat 1957 in den bayerischen Justizdienst ein. Ab 1963 war er im Bayerischen Staatsministerium der Justiz tätig, in dem er ab 1971 das Referat für Gnadensachen leitete. 1982 wurde er zum Präsidenten des Landgerichts Regensburg ernannt, 1984 zum Präsidenten des Oberlandesgerichts Bamberg. 1994 trat Kreuzer in den Ruhestand.
Kreuzer gehörte auch dem Bayerischen Verfassungsgerichtshof als Mitglied an.

## Quelle
- https://www.merkur.de/bayern/ex-praesident-bamberg-gestorben-zr-807631.html Nachruf im Münchner Merkur